# إنريكو جاروزو
إنريكو جاروزو (مواليد 21 يونيو 1989) هو مبارز بالسيف إيطالي، مثّل بلاده في الألعاب الأولمبية الصيفية 2016.

## روابط خارجية
إنريكو جاروزو على موقع الاتحاد الدولي للمبارزة (الإنجليزية)
- إنريكو جاروزو على موقع الاتحاد الأوروبي للمبارزة (الإنجليزية)
- إنريكو جاروزو على موقع اللجنة الأولمبية الدولية (الإنجليزية)
- إنريكو جاروزو على موقع أوليمبيديا (الإنجليزية)
- إنريكو جاروزو على موقع اللجنة الأولمبية الإيطالية (الإيطالية)